# Edna O'Brienová
Edna O'Brienová (15. prosince 1930, Tuamgraney, Irsko – 27. července 2024, Londýn, Spojené království) byla irská spisovatelka později žijící v Londýně řazená k nejlepším irským autorkám románů. Vydávala u nakladatelství Faber.

## Život
O'Brienová se narodila 15. prosince 1930 v Tuamgraney v odlehlé části západního Irska do bigotní rodiny, která pro psaní neměla pochopení. Ze základní školy pokračovala na klášterní školu a v roce 1950 se stala licencovanou farmaceutkou.
V létě 1954 si vzala svého krajana s českým židovským původem, spisovatele Ernesta Géblera, s kterým měla dva syny. S celou rodinou se následně odstěhovali do britského Londýna a tam získala místo jako lektorka v nakladatelství. Následně se jí začalo dařit na poli vlastní literatury, což ale vedlo k odcizení s manželem a manželství nakonec skončilo rozvodem.
Edna O'Brienová zemřela po dlouhé nemoci v 93 letech 27. července 2024.

## Dílo
Kariéru a mezinárodní uznání ji nastartovala její prvotina Venkovská děvčata z roku 1960, kniha, kterou zcela pobouřila irskou, tehdy silně konzervativní katolickou společnost. Kniha byla v Irsku pálena a byla i zakázána. Ve svých knihách bořila irské hranice co se týče genderu, sexuality nebo náboženství, což ji v té době přineslo opovržení společnosti.
Celkem vydala O'Brienová přes 20 knih, z toho pět divadelních her, čtyři díla literatury faktu a zbytek sbírky povídek a romány. Poslední z knih Dívka napsala v roce 2019.
Kvůli univerzálnosti své výpovědi ohledně ženských zkušeností v roce 2021 získala nejvyšší kulturní vyznamenání Francie. Irský prezident Michael Higgins se jí v roce 2015 omluvil za pohrdání, které se jí v Irsku kdysi dostalo. V roce 2024 po jejím úmrtí potom prohlásil, že je jeho drahou přítelkyní, a pronesl: „Edna byla nebojácnou pravdivou vypravěčkou, vynikající spisovatelkou. Měla morální odvahu konfrontovat irskou společnost se skutečnostmi, které byly dlouho ignorovány a potlačovány.“